# Ritratto di Iseppo da Porto col figlio Adriano
Il Ritratto di Iseppo da Porto col figlio Adriano è un dipinto a olio su tela (247x137 cm) di Paolo Veronese, databile al 1555 circa e conservato nella collezione Contini Bonacossi agli Uffizi di Firenze.

## Storia
Il conte Iseppo (Giuseppe) da Porto si sposò con la nobildonna Livia (o Lucia) Thiene nel 1545 ed ebbe sette figli: il primogenito si chiamava Adriano, la seconda, una femmina, Porzia. Il ritratto di Iseppo venne eseguito col figlio ancora piccolo e aveva un suo pendant con la moglie e la figlia Porzia, oggi nel Walters Art Museum di Baltimora (inv. 37.541). Per Iseppo Porto, Paolo Veronese decorò il palazzo Porto a Vicenza, progettato da Andrea Palladio e terminato entro il 1552.
L'opera è nota da quando si trovava nella collezione Sedelmeyer a Parigi, dove la acquistò Alessandro Contini Bonacossi, mentre il suo pendant, il Ritratto di Livia da Porto Thiene con la figlia Porzia proviene da una collezione privata vicentina.
Dell'opera esiste un disegno preparatorio al Cabinet des Dessins del Louvre (n. 4678).

## Descrizione e stile
Il ritratto a figura intera era tipico dell'ambiente bresciano (Moroni, ecc.), a cui Veronese si rifece, creando un effetto di notevole ricercatezza. Da una nicchia ombrosa le due figure emergono a grandezza naturale, sporgendosi in avanti. Il padre guarda direttamente lo spettatore, mentre il figlio si distrae, guardando a sinistra, idealmente verso la sorellina. Nel ritratto della moglie questi rapporti di sguardi tra madre e figlia sono invertiti.
Il nobiluomo indossa una pesante casacca nera foderata di pelliccia, corta alla gamba, un indumento che denota sia la ricchezza che l'eleganza del protagonista. Regge la spada alla cintura indossando i guanti, ma uno se lo è sfilato per mettere la mano destra sulla spalla del figlio, che la tocca con dolce remissività. Anche il piccolo Adriano è abbigliato sontuosamente, con una giubba foderata d'ermellino e decorata da ricami dorati, e porta a sua volta una piccola spada.

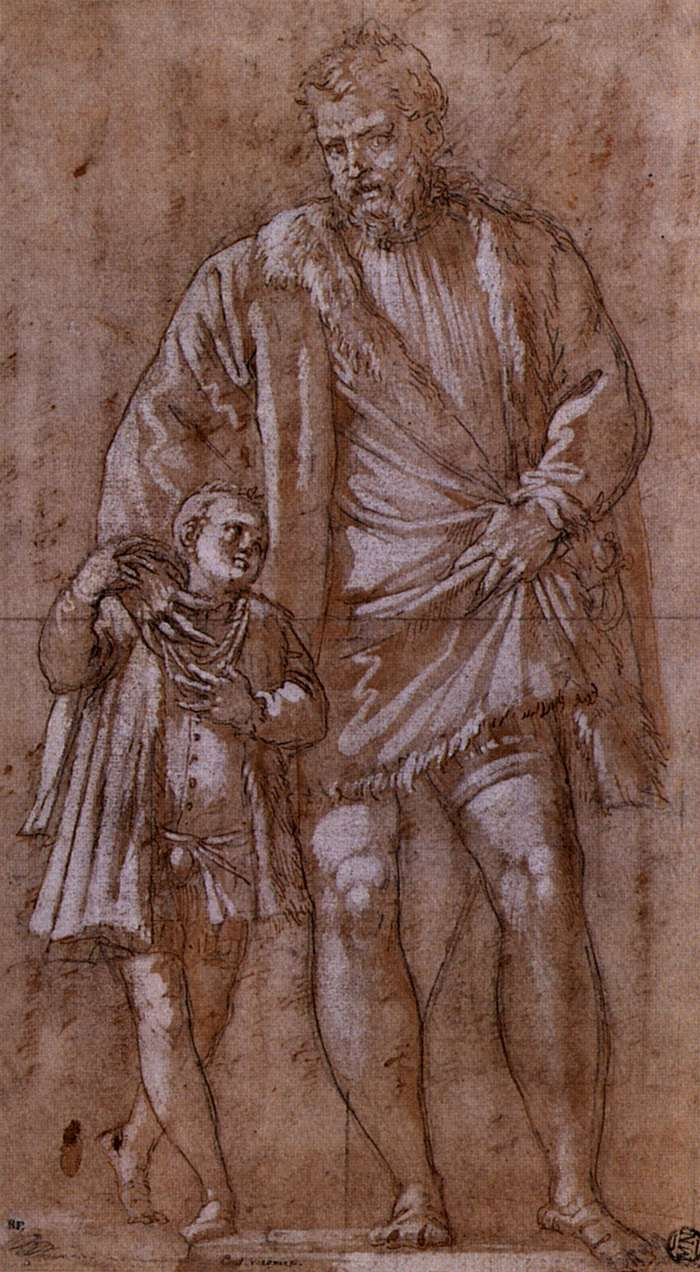
Disegno preparatorio al Louvre
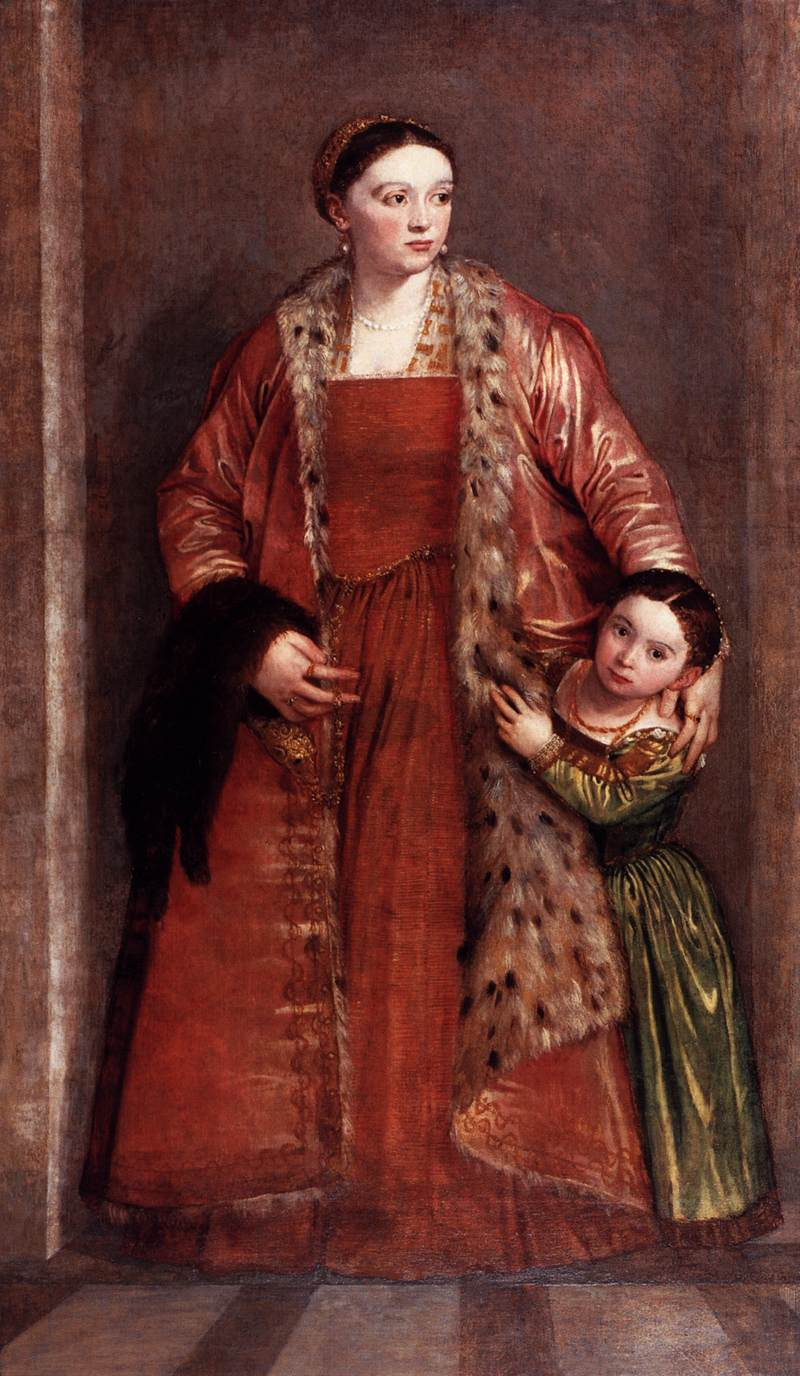
Ritratto di Livia da Porto Thiene con la figlia Porzia, Baltimora